# Olympiade d'échecs de 1990

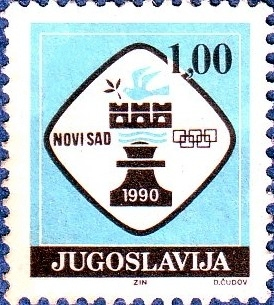
Olympiade d'échecs de 1990.

L'Olympiade d'échecs de 1990 est une compétition mondiale par équipes et par pays organisée par la FIDE. Les pays s'affrontent sur 4 échiquiers par équipe de 6 joueurs (4 titulaires et 2 suppléants. Les équipes féminines ont 4 joueuses sur 3 échiquiers. Cette 29e Olympiade s'est déroulée du 18 novembre au 4 décembre 1990 à Novi Sad en Yougoslavie.
Les points ne sont pas attribués au regard des résultats des matches inter-nations, mais en fonction des résultats individuels sur chaque échiquier (un point par partie gagnée, un demi-point pour une nulle, zéro point pour une défaite).

## Tournoi masculin

### Contexte
Cette Olympiade réunit 106 nations, plus les équipes de Yougoslavie B et C. C'est la première fois que le pays hôte est autorisé à présenter 3 équipes (antérieurement seule une équipe B était inscrite). 
Les trois nouveaux états, l'Estonie, la Lituanie et la Lettonie, ne sont pas autorisés à participer à cette Olympiade. Côté individuel, il faut noter l'absence de Kasparov et Karpov, une nouvelle fois aux prises pour un championnat du monde. Les États-Unis se privent de Kamsky qui vient d'obtenir l'asile politique en raison de ses prétentions financières. La Hongrie est également très diminuée par les absences de Portisch, Pintér et Sax du fait de frictions dans le leadership de l'équipe. C'est Ribli qui est au premier échiquier.
La compétition se déroule en poule unique sur 14 rondes selon le système suisse.

### Résultat
| Classement final |                  |      |
| 1er              | Union soviétique | 39   |
| 2e               | États-Unis       | 35,5 |
| 3e               | Angleterre       | 35,5 |
| 4e               | Tchécoslovaquie  | 34,5 |
| 5e               | Yougoslavie A    | 33   |

La France se classe 15e avec 32 points. La Belgique est 53e avec 28,5 points.
Les États-Unis et l'Angleterre sont départagés par le système Buchholz (452,5 contre 450,5). À noter le très bon classement des équipes yougoslaves : 5e pour la A ; 13e pour la B ; 26e pour la C. Ce qui démontre une réelle richesse de ce pays.

## Participants individuels
- Pour l'URSS : Ivantchouk, Guelfand, Beliavski, Youssoupov, Youdassine, Bareïev.
- Pour les États-Unis : Seirawan, Gulko, Christiansen, Benjamin, Fedorowicz, de Firmian.
- Pour l'Angleterre : Short, Speelman, Nunn, Adams, Chandler, Hodgson.
- Pour la France : Lautier, Renet, Mirallès, Santo Roman, Prié, Chabanon.
- Pour la Belgique : Pergericht, Dutreeuw, Geenen, Weemaes, Meulders, Vanderwaeren.

## Tournoi féminin
64 nations présentes plus les deux équipes réserves de la Yougoslavie (comme pour le tournoi masculin). 
La compétition se déroule en poule unique sur 14 rondes selon le système suisse.
| Classement final |                  |    |
| 1er              | Hongrie          | 35 |
| 2e               | Union soviétique | 35 |
| 3e               | Chine            | 29 |

La France termine 24e avec 22 points.
La Hongrie avec la même équipe composée des trois sœurs Polgár et Ildikó Mádl conserve son titre acquis à Thessalonique par le départage au système Buchholz (344,5 contre 340,5 à l'URSS).
À noter l'émergence de la Chine qui prend la médaille de bronze.